# Zwitserland op het Junior Eurovisiesongfestival
Zwitserland heeft tot nu toe één keer deelgenomen aan het Junior Eurovisiesongfestival. 

## Geschiedenis
Zwitserland nam deel aan het Junior Eurovisiesongfestival 2004. Het land werd vertegenwoordigd door Demis Mirarchi met het Italiaanstalige nummer Birichino. Het werd geen groot succes: Zwitserland kreeg vier punten en eindigde als zestiende op achttien deelnemers. Na deze teleurstelling trok Zwitserland zich meteen terug uit het festival en is sindsdien niet meer teruggekomen. 

## Lijst van Zwitserse deelnames
| Jaar | Artiest        | Lied      | Plaats | Punten | Taal      |
| ---- | -------------- | --------- | ------ | ------ | --------- |
| 2004 | Demis Mirarchi | Birichino | 16     | 4      | Italiaans |

| Kleur | Betekenis      |
| ----- | -------------- |
|       | Eerste plaats  |
|       | Tweede plaats  |
|       | Derde plaats   |
|       | Laatste plaats |
|       | Gastland       |

## Gegeven en gekregen punten
| Plaats | Land                | Punten |
| ------ | ------------------- | ------ |
| 1      | Spanje              | 12     |
| 2      | Roemenië            | 10     |
| 3      | Kroatië             | 8      |
| 4      | Verenigd Koninkrijk | 7      |
| 5      | Frankrijk           | 6      |

| Plaats | Land  | Punten |
| ------ | ----- | ------ |
| 1      | Malta | 4      |

## Twaalf punten
(Een vetgedrukte editie betekent dat het land die editie won.)
| Twaalf punten gegeven aan: \| Aantal \| Land \| Edities \| \| ------ \| ------ \| ------- \| \| 1 \| Spanje \| 2004 \| (J) = vakjury; (K) = kinderjury (vanaf 2016) |        |         |
| Aantal | Land   | Edities |
| 1 | Spanje | 2004    |

2004 · 2005-2024